# Giaveno
Giaveno – miejscowość i gmina we Włoszech, w regionie Piemont, w prowincji Turyn.
Według danych na rok 2004 gminę zamieszkiwały 14 534 osoby, 204,7 os./km².

## Miasta partnerskie
- Brinkmann
- Chevreuse
- Novska
- Saint-Jean-de-Maurienne